# Genesis of Aquarion
Singles de AKINO
Go Tight!
(2005)
Genesis of Aquarion (創聖のアクエリオン, Sōsei no Akuerion) est le thème la première ouverture de la série animée du même nom. Composé par Yoko Kanno, la chanson a été initialement réalisée par Akino Kawamitsu comme "AKINO", sorti le 27 avril 2005 sur le label indépendant Victor Entertainment.

## Liste des chansons
1. "Genesis of Aquarion" (創聖のアクエリオン, Sōsei no Akuerion?) – 4:44
2. "Pride, Nageki no Tabi" (プライド〜嘆きの旅, Puraido ~ Nageki no Tabi?, "Fierté, un voyage de deuil") – 4:35
3. "Genesis of Aquarion (Little Mix)" – 1:01
4. "Genesis of Aquarion (Instrumental)" – 4:42

## Ré-édition
En 2007, la chanson a été ré-arrangée et ré-éditée pour l'utilisation dans les publicités pour le jeu de pachinko Sankyo CR Fever Genesis of Aquarion chantée par les membres de la troupe. Un EP avec cette version a été publié sous forme numérique à la iTunes Store sur 10 octobre 2007, et inclut les versions de "Go Tight!" et "Kōya no Heath" chanté par les membres exprimés. Un CD single a été publiées sur 7 novembre 2007, contenant la version de "Genesis of Aquarion" chanté par les membres du casting et a également été plus tard mis sur le iTunes Store. Cette version a culminé à #14 sur le Oricon Singles Weekly Charts et a finalement été certifiée en tant que la chanson #189 pour 2008. Dans le CD ré-édité, Kawamitsu est crédité comme AKINO de bless4".

### Liste des chansons EP deiTunes Store
1. "Genesis of Aquarion (Element Gattai Ver. (エレメント合体Ver., Eremento Gattai Ver.?))" – 4:42
  - Apollo (Takuma Terashima), Silvia (Yumi Kakazu), Hong Lihua (Sanae Kobayashi)
2. "Go Tight! (Element Gattai Ver.)" – 4:39
  - Apollo (Takuma Terashima), Silvia (Yumi Kakazu), Hong Lihua (Sanae Kobayashi)
3. "Kōya no Heath (Rena Rune ver.)" (荒野のヒース リーナ・ルーンver., Kōya no Hīsu Rīna Rūn ver.?) – 5:40
  - Rena (Hiromi Satō)

### Liste des chansons en CD single
1. "Genesis of Aquarion (Element Gattai Ver.)" – 4:45
2. "Genesis of Aquarion (Original Ver.)" – 4:45
  - Akino Kawamitsu (credited as "Akino from Bless4")
3. "Genesis of Aquarion (Instrumental)" – 4:44
  - Cette chanson n'est pas incluse dans la publication iTunes du single.[2]

## Versions reprise
Yoko Ishida ont réalisé une reprise d'inclure sur son album Hyper Yocomix 2. Masaaki Endoh ont également effectué une reprise qui a été inclus dans son premier album reprise Enson. Le groupe m.o.v.e a également repris la chanson pour leur album anim.o.v.e. 01.